# Trioza viridula
Trioza viridula är en insektsart som beskrevs av Zetterstedt 1828. Trioza viridula ingår i släktet Trioza och familjen spetsbladloppor. Inga underarter finns listade i Catalogue of Life.